# Bailò

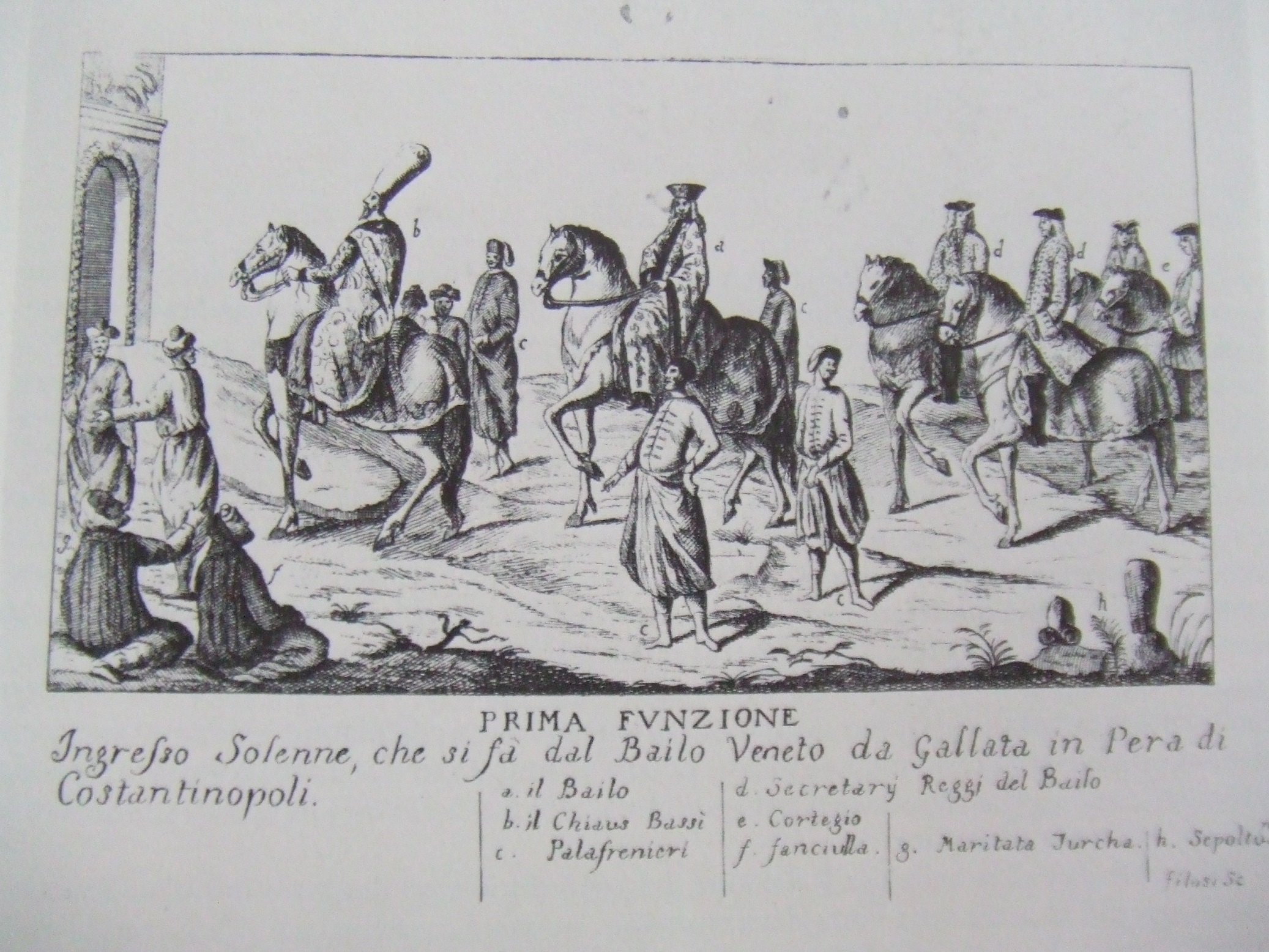
Einzug eines neuen Bailò in der osmanischen Hauptstadt Konstantinopel

Bailò (it. bailò, auch baylo, lateinisch baiulus, osmanisch بایلوس İA balyos) war der Titel des venezianischen Repräsentanten und Hauptes des venezianischen Händlerquartiers in der byzantinischen und später osmanischen Hauptstadt Konstantinopel (heute Istanbul).

## Geschichte
1082 wird erstmals ein Bailò in Konstantinopel erwähnt. 1265 erkannte der byzantinische Kaiser den Bailò förmlich als den Leiter der venezianischen Gemeinschaft in Konstantinopel an. Daraufhin wurde 1268 erstmals ein Bailò in Venedig bestimmt und nach Konstantinopel entsandt.
Nur ein Jahr nach der Eroberung von Konstantinopel durch die Osmanen 1453, vor der die Venezianer in der Stadt diese mitverteidigt hatten, schlossen die Venezianer mit den neuen Herren am 18. April 1454 einen Vertrag, der ihnen die Wiederansiedlung ermöglichte. Daher gab es von 1454 bis 1797 – in abgewandelter Form – in Istanbul wieder einen Bailò mit richterlichen und diplomatischen Aufgaben.

## Bezeichnung und Bedeutung
Das Wort ist der französischen Bezeichnung Bailli entlehnt, wiederum abgeleitet von lateinisch baiulivus oder bailus. Die deutsche Übersetzung Vogt ist nur eingeschränkt mit dem Bailò vergleichbar (vgl. auch die amtliche Bezeichnung Bailiwick of Jersey und Bailiwick of Guernsey für die Kronbesitzungen der britischen Krone oder die deutsche Bezeichnung Ballei).

## Wahl und Funktion
Der Bailò wurde vom Großen Rat zunächst für ein bis zwei Jahre gewählt, ab 1503 für drei Jahre. Er hatte zwei Ratgeber (consiliarii), die ebenfalls von Venedig entsandt wurden. Weitere Baili saßen in Tyros und in Aigeai (italienisch Lajazzo, türkisch Ayas).
Der Bailò fungierte als administratives Oberhaupt der venezianischen Handelskolonie am Goldenen Horn in Konstantinopel und als deren Vertreter gegenüber der osmanischen Regierung sowie als diplomatischer Vertreter Venedigs. Er war zugleich Konsularbeamter und Richter für Venezianer und für andere Händler, die in der Levante unter venezianischer Flagge segelten. Zu seinen Aufgaben zählten auch die Aufsicht über vier venezianische Kirchen in Konstantinopel, darüber hinaus die Bemühungen zur Freilassung versklavter Christen. Aufgabe des Bailò war auch die Bezeichnung des Vertreters venezianischer Handelsinteressen in verschiedenen Städten und an einigen Höfen des Mittelmeerraums.
Mit Ausnahme der Konsuln von Aleppo und Alexandria (Kairo), deren Entsendung sich der Große Rat vorbehielt, bestimmte der Konstantinopler Bailò alle venezianischen Konsuln im Mittelmeerraum, z. B. 1586 in Izmir, Fochie (Foça), Mytilene und Kleinasien, auf Chios, in Gallipoli, Silivri, Palermo oder auf Rhodos.
Alle Baili entstammten dem venezianischen Patriziat, wobei der in Frage kommende Kreis aus rund 100 Personen bestand, einer „Oligarchie innerhalb einer Oligarchie“.
Im 16. Jahrhundert, infolge der schwierigen politischen Situation Venedigs (Osmanisch-Venezianische Kriege, Übergang der Schutzherrschaft über die katholischen Christen an Frankreich), wurde der Bailò zum wichtigsten diplomatischen Posten der Republik. Das Amt galt als Sprungbrett für höhere kirchliche und weltliche Ämter. Die von den Baili an die Signoria gesandten Berichte (dispacci) sind historisch wertvoll. Die ältesten erhaltenen stammen aus den Jahren 1484 und 1485 und wurden von Pietro Bembo und seinem Sekretär Giovanni Dario abgefasst. Die allgemeinen Erfahrungen und Vorstellungen wurden am Ende des Mandats in den Finalrelazionen dem Senat vorgetragen und schriftlich fixiert. Hier setzt die Überlieferung mit Zusammenfassungen 1496 ein.

## Baili im Osmanischen Reich
Nach der Eroberung von Konstantinopel 1453 betrug die Amtszeit des Bailò ein Jahr, um 1479 wieder zwei und schließlich ab 1503 drei Jahre. Der Bailò wurde von einem kleinen Rat der Zwölf und einem Großen Rat unterstützt. Zu den ersteren gehörten 12 in der Stadt lebende Adlige, die hauptsächlich in Handelsstreitigkeiten entschieden. Der zweite umfasste alle venezianischen Einwohner über 18 Jahre und wurde zu allgemeineren Entscheidungen einberufen.
Zu seinem Hof gehörten ein Dragomanno (Dolmetscher), ein Arzt (meist ein Jude), ein Priester, ein Notar, zwei Ponderatori (die die Ware wogen), Zollbeamte, Auktionatoren und andere Bedienstete. Die Dolmetscher wurden oft in Istrien angeworben, weil sie die slawische Sprache bereits beherrschten und leichter Türkisch und Arabisch lernten.
Die Anwesenheit der venezianischen Kolonie in Konstantinopel war für die Türken unangenehm, und wegen der Anwesenheit des Bailò und der Befreiung der Händler von den Steuern bezahlte die Republik dem Sultan jährlich 10.000 Dukaten. Diese Zahlung wurde 1482 abgeschafft und durch Zölle auf venezianische Einfuhren ersetzt. Erst 1575 wurde der Bailò von den Osmanen offiziell als Botschafter der Republik Venedig anerkannt. Bis dahin galt er nur als das Oberhaupt der venezianischen Gemeinschaft in Konstantinopel.
Mit der Expansion des Osmanischen Reiches spielten die kleineren Baili eine immer kleinere Rolle und wurden daher durch Konsuln ersetzt. Der Posten des Bailò von Konstantinopel blieb bis zum Untergang der Republik im Jahr 1797.

## Baili außerhalb von Konstantinopel
In einigen venezianischen Kolonien hieß der Repräsentant der Republik Bailó, so auf Corfú, im Kaiserreich Trapezunt, in der Herrschaft von Negroponte und Durazzo. In anderen Städten Kleinasiens erfüllten Baili die Aufgaben eines Konsuls.

## Editionen der Berichte der Gesandten
- Eugenio Albèri (Hrsg.): Relazioni degli Ambasciatori Veneti al Senato, ser. iii: Turchia, 3 Bände. Florenz 1840–1855.
- Nicolò Barozzi, Guglielmo Berchet (Hrsg.): Le Relazioni degli Stati Europei lette al Senato dagli Ambasciatori Veneti nel secolo decimosettimo, ser. V: Turchia. Venedig 1866, 1872.
- Filippo Maria Paladini (Hrsg.) Francesco Foscari Dispacci da Costantinopoli 1757–1762. La Malcontenta, Venedig 2007.